# Altstädter Nicolaikirche
Altstädter Nicolaikirche – luterańska świątynia znajdująca się w niemieckim mieście Bielefeld, kościół farny Starego Miasta. Obecny wygląd budynku jest efektem odbudowy po II wojnie światowej.

## Opis
Parafię przy istniejącej od XIII wieku kaplicy erygował w 1236 roku biskup Paderborn. Gotycki, trójprzęsłowy kościół halowy wybudowano w roku 1340. Z 1524 roku pochodzi ołtarz główny w formie retabulum szafiastego, wykonany przez artystów wchodzących w skład antwerpskiej gildii św. Łukasza, składający się z łącznie 250 figur. Od 1541 odprawiane są tu nabożeństwa protestanckie. 
30 września 1944 świątynia została prawie całkowicie zniszczona podczas nalotu bombowego Royal Air Force, odbudowano ją w latach 1954–1963 w zmodernizowanej formie wg projektu Bernharda Hoppa, a za wygląd portalu głównego z 1962 roku odpowiada rzeźbiarz Gerhard Marcks. Zmieniono wówczas również wygląd prezbiterium, rezygnując z odbudowy absydy. Na wysokiej na 81,5 m wieży kościoła zainstalowano 36-dzwony carillon, uruchamiany codziennie o godzinie 9:58, 12:58 i 18:58.
48-głosowe organy na emporze wykonał w 1965 roku hamburski organmistrz Rudolf von Beckerath. Mniejszy jego autorstwa zainstalowano we wschodniej części południowej nawy, składa się z 11 głosów.

## Galeria

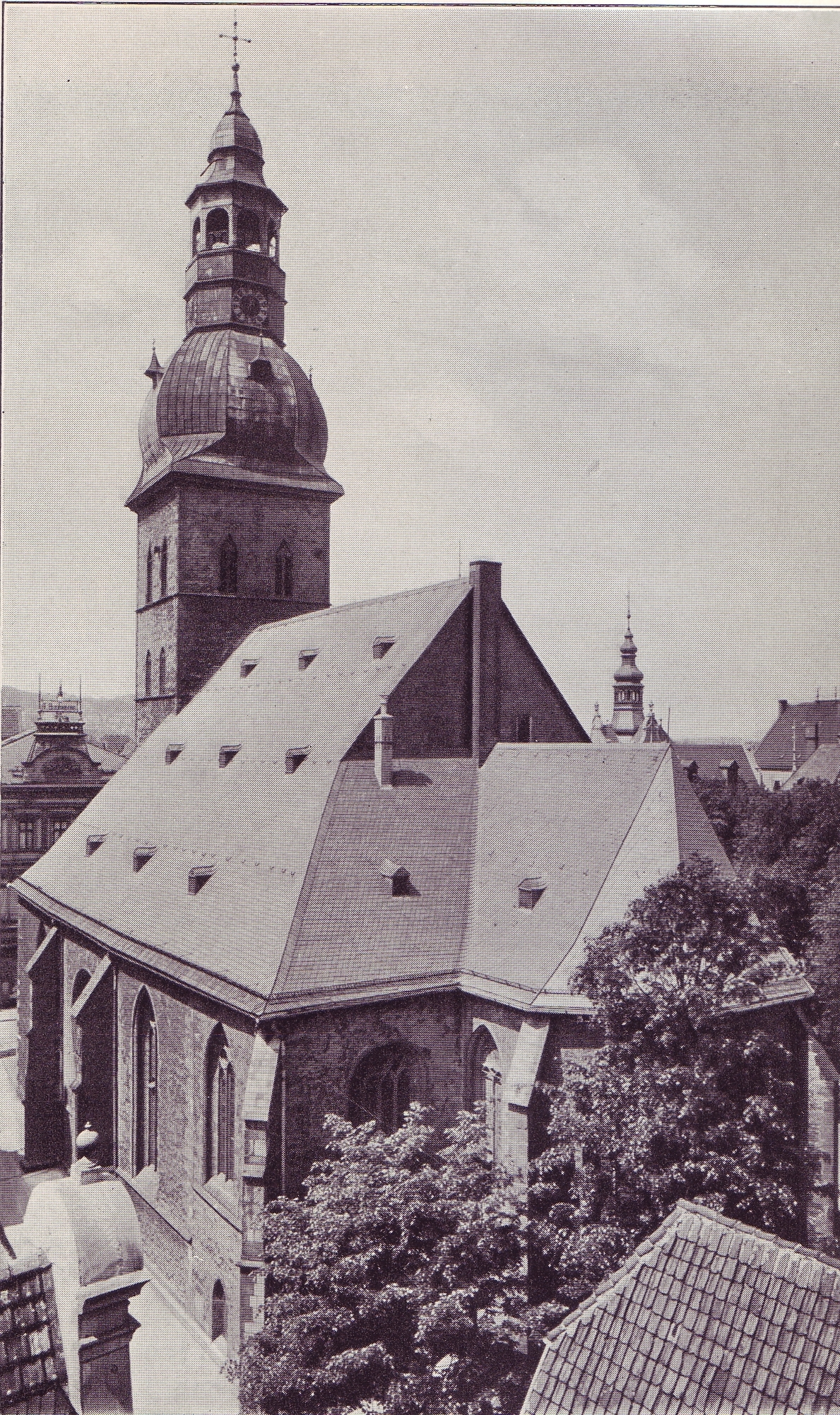
Widok w 1904
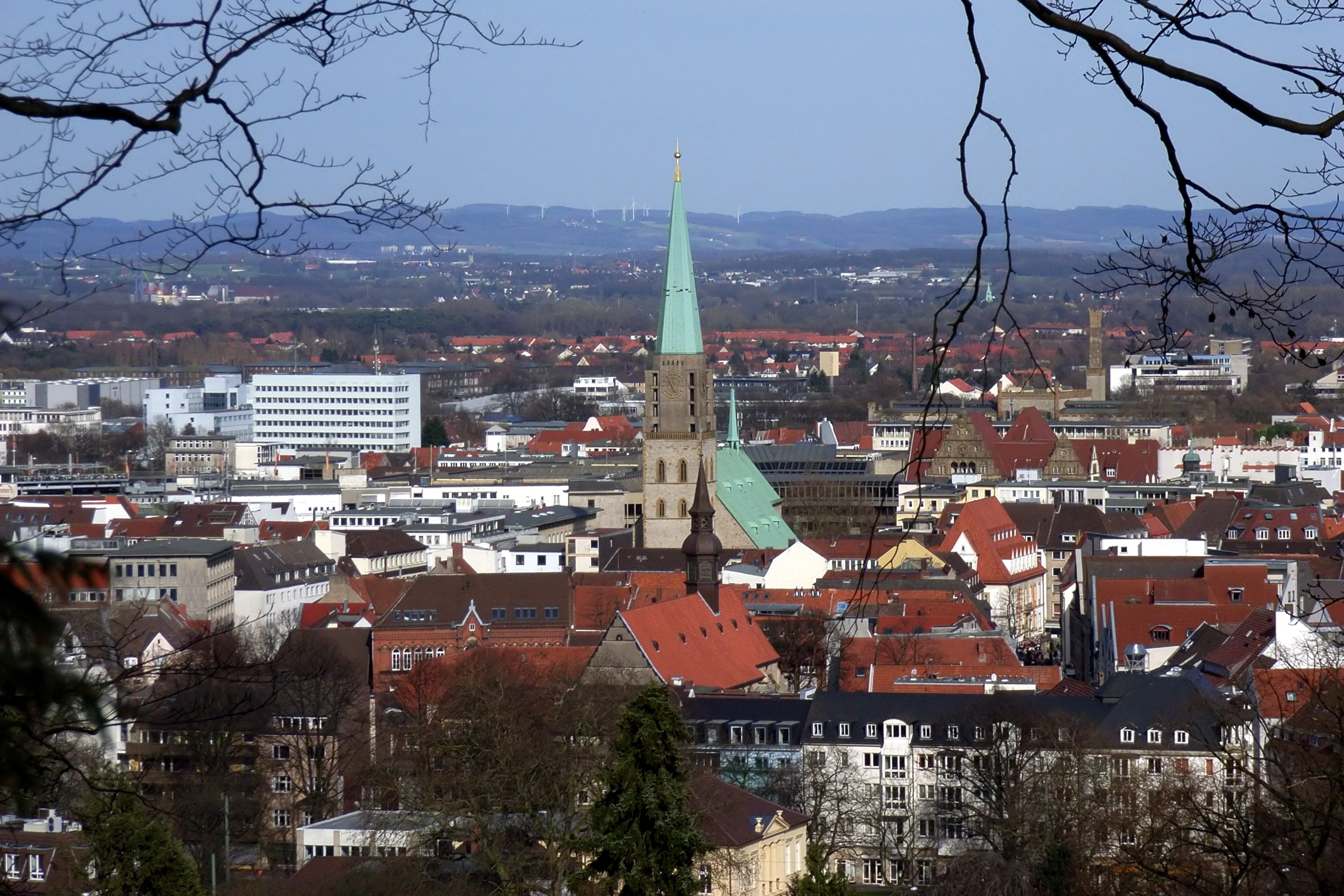
Widok z Johannisbergu
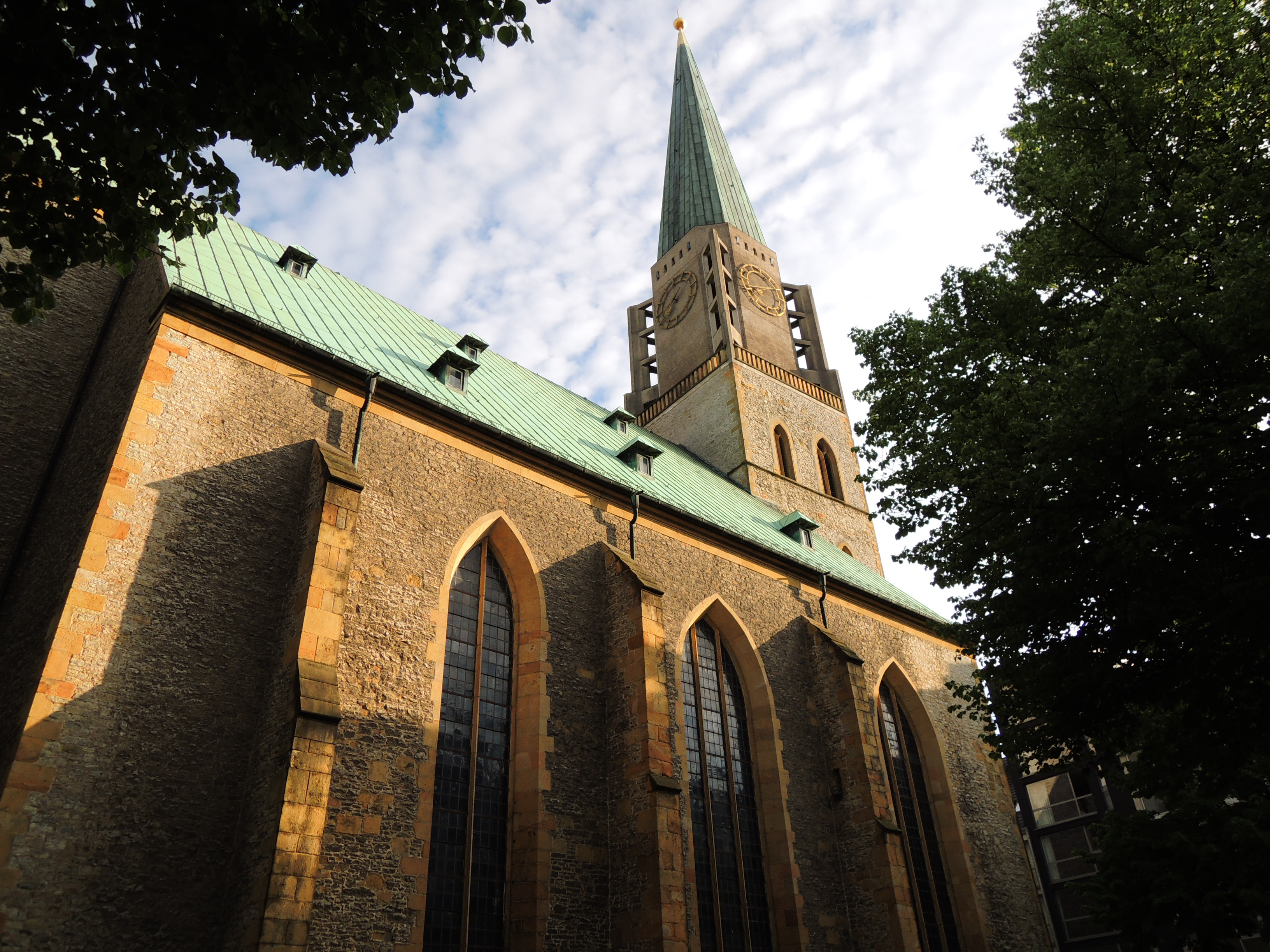
Widok z północy
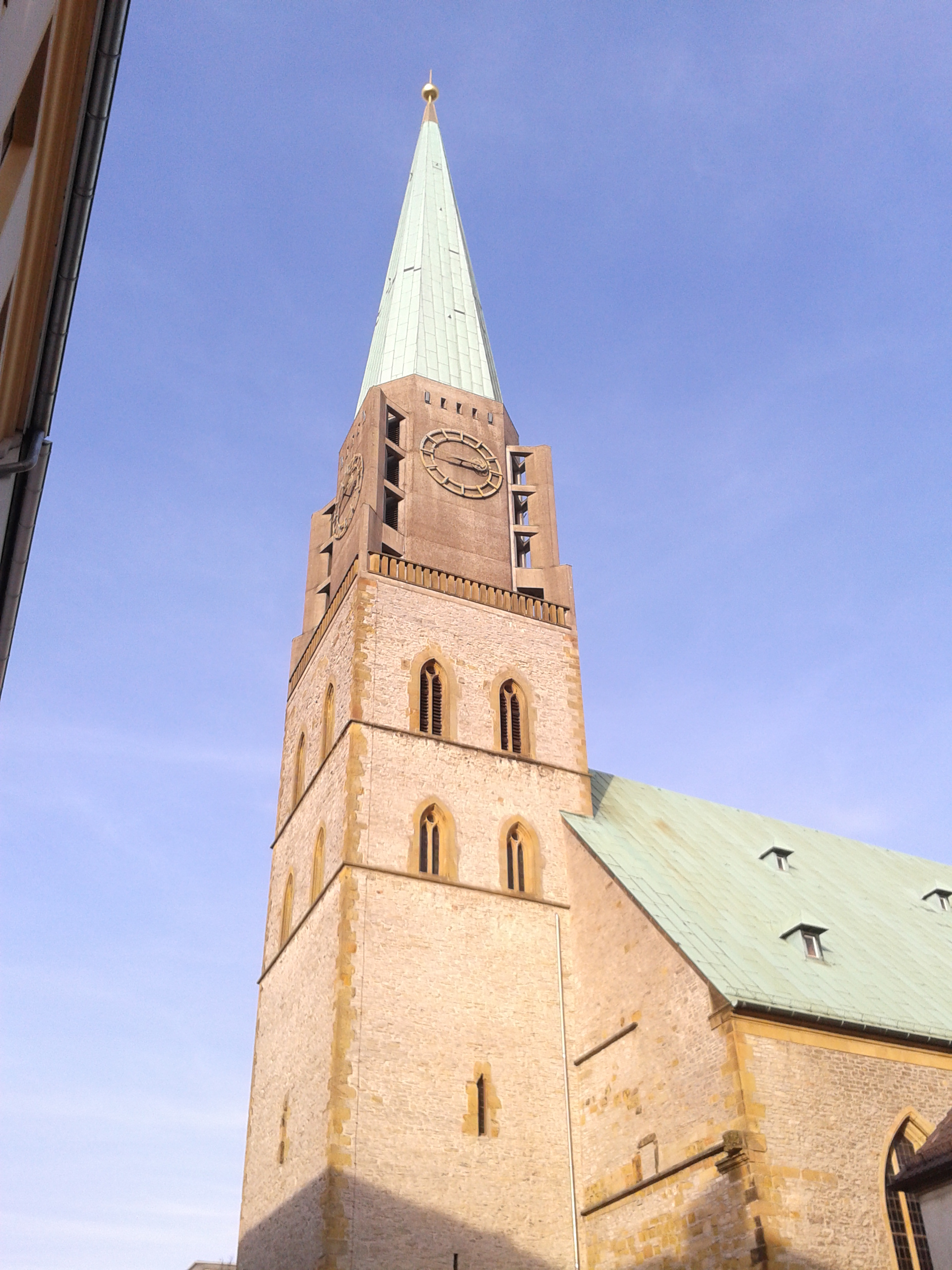
Wieża
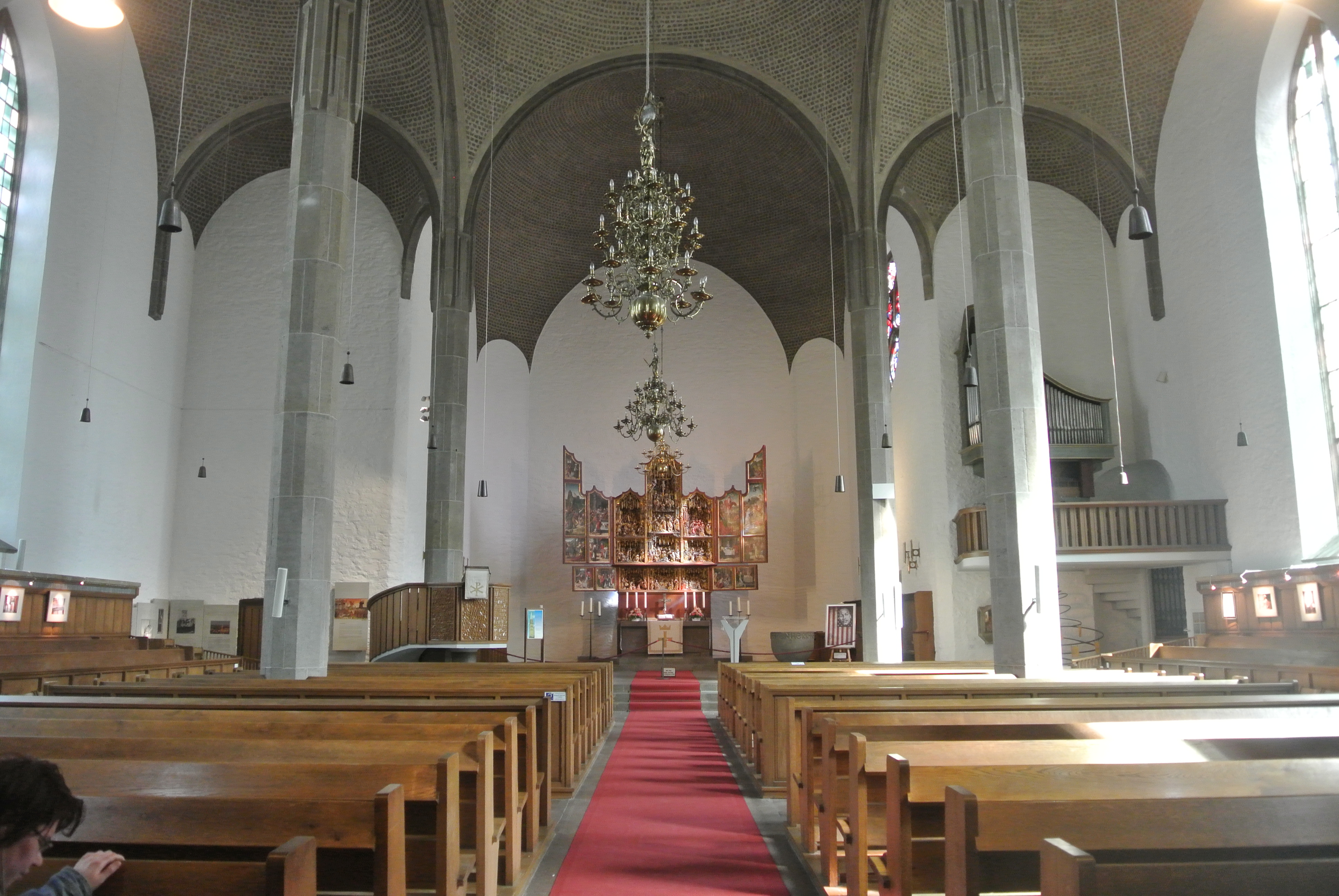
Wnętrze
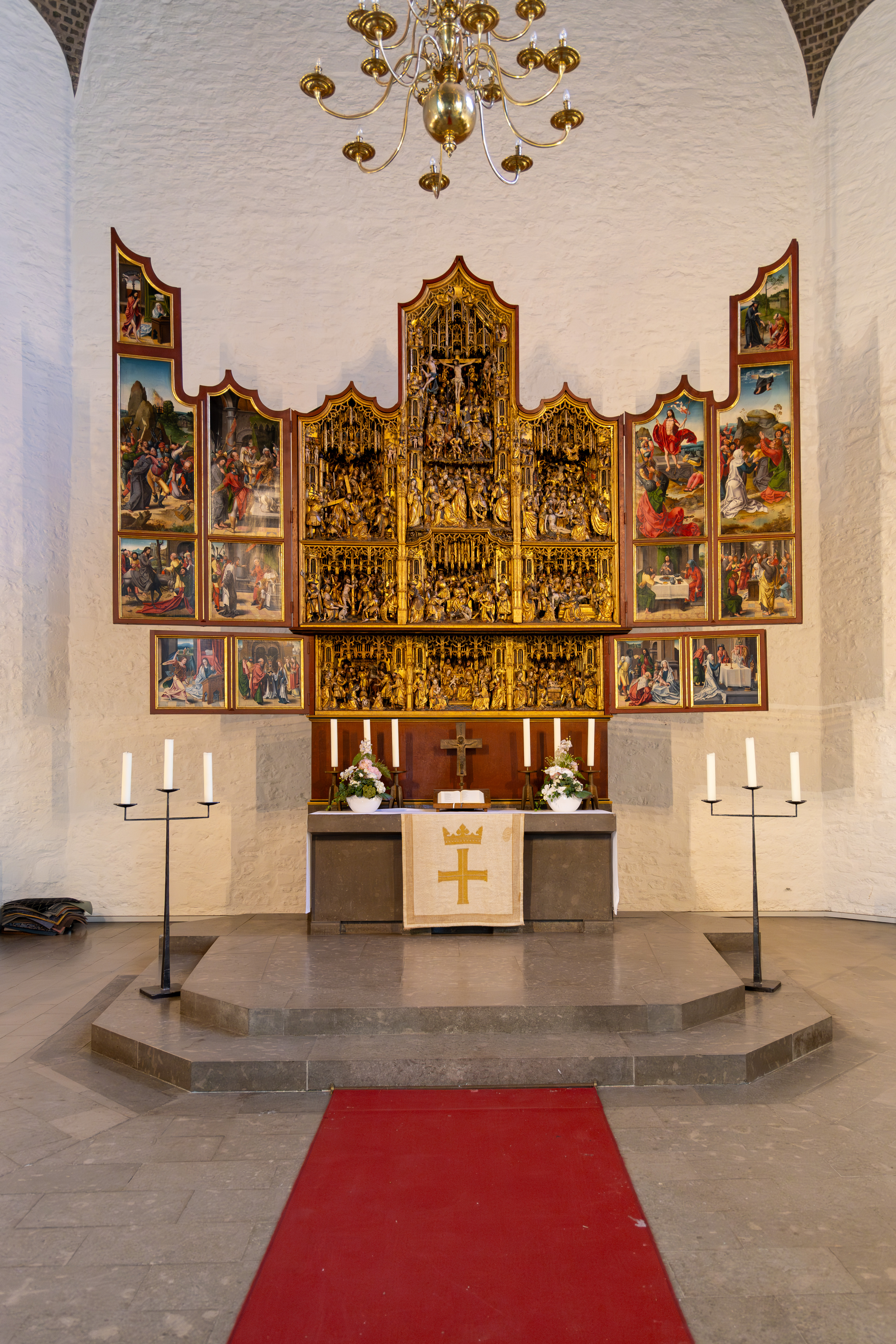
Ołtarz główny
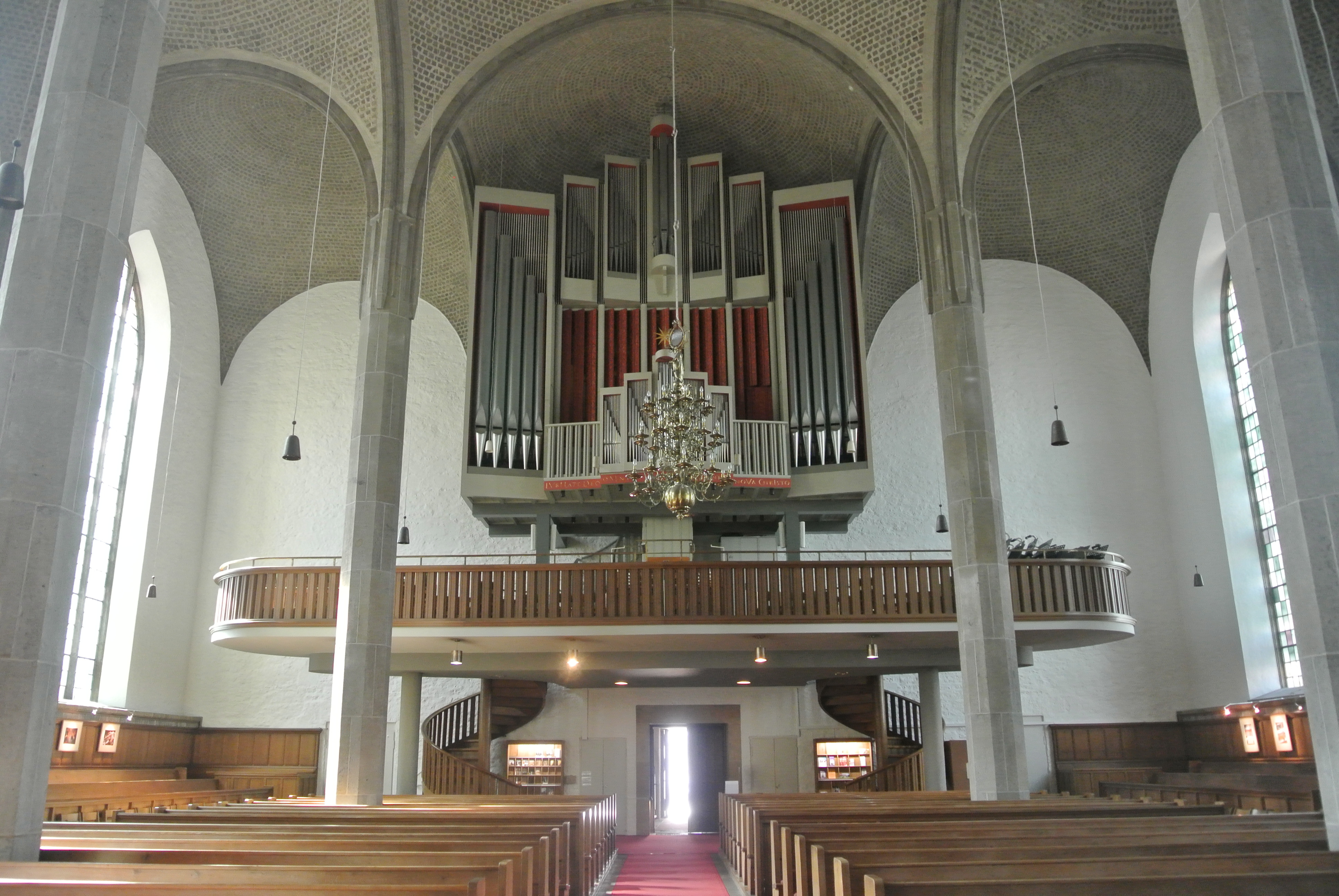
Empora i organy